# Драган Томич
Драган Томич (на английски: Dragan Tomiě; 1936, Прищина  – 21 юни 2022, Белград) е сръбски политик и временно изпълняващ длъжността президент на Сърбия.

## Биография
През 1962 г. завършва Технологично-металургичния факултет в Белград.
Работил е в производствената база на „Рекорд“ в Раковице, където извървява пътя си от инженер-технолог до генерален директор. Бил е делегат в Съвета на общините на Скупщината на Сърбия. След „Рекорд“ работи като генерален директор на производство на „Югопетрол“.
Избран е за председател на Съюза на инженерите и техниците на Югославия.
През 1994 г. е избран за председател на Народното събрание на Република Сърбия и остава на този пост до октомври 2000 г.
Той е изпълняващ длъжността президент на Република Сърбия от 23 юли до 29 декември 1997 г.
Умира на 21 юни 2022 г. на 86 години.